# Evacidium discolor
Evacidium discolor là một loài thực vật có hoa trong họ Cúc. Loài này được (DC.) Maire mô tả khoa học đầu tiên năm 1931.